# La Maison du sommeil
La Maison du Sommeil (The House of Sleep) est un roman de Jonathan Coe, paru en 1997. Il a reçu le prix Médicis étranger l'année suivante. L'intrigue se déroule en 1984 dans les chapitres impairs et en 1996 dans les chapitres pairs. On y retrouve les mêmes personnages avec douze ans de décalage. Ils se sont tous croisés dans l'impressionnante bâtisse d'Ashdown perchée en haut d'une falaise des côtes anglaises. Au fil des pages, on découvrira peu à peu tout ce qui s'y est tramé autrefois et tout ce qui s'y passe actuellement : des événements plus ou moins étranges où le sommeil et l'identité s'entremêlent dans cet univers à mi-chemin entre les années 1980 et les années 1990.